# Pjesma Eurovizije 2017.
██ Zemlje finalisti
██ Zemlje koje su eliminirane u polufinalu
██ Zemlje koje su sudjelovale u prošlosti, no neće 2017.
Pjesma Eurovizije 2017. bila je 62. po redu izbor za Pjesmu Eurovizije. Održala se u Kijevu, glavnom gradu Ukrajine, zahvaljujući pobjedi Jamale na Euroviziji 2016. godine u Stockholmu, s pjesmom 1944. To je bilo drugi put da je Ukrajina domaćin natjecanja, prethodni put su domaćini bili 2005. godine. Natjecanje se sastojalo od dva polufinala i finala, a datumi održavanja polufinalnih večeri bili su 9. i 11. svibnja 2017. godine dok se veliko finale održalo 13. svibnja iste godine.
43 zemlje sudjelovalo je na natjecanju. Portugal i Rumunjska vratili su se nakon izostanka 2016. godine, dok se Bosna i Hercegovina povukla s natjecanja zbog financijskih poteškoća.
Rusija nije nastupila na natjecanju zbog zabrane ukrajinskih vlasti ulaska ruske predstavnice Julije Samojlove koju je dobila zbog ilegalnog ulaska na područje poluotoka Krima,[nedostaje izvor] regije koju je 2014. anektirala Rusija.
Pobjednik ovogodišnjeg natjecanja je Portugal kojemu je ovo prva pobjeda u 53 nastupa, što je svojevrsni rekord. Bugarska je natjecanje završila kao druga te je poboljšala svoj plasman (godinu prije bili su četvrti). Moldavija je također poboljšala svoj plasman kao trećeplasirana zemlja. Hrvatska je završila na trinaestom mjestu (predstavnik je bio Jacques Houdek).

## Izbor grada domaćina
Šef Nacionalne ukrajinske televizije (NTU) i šefica Ukrajinske delegacije, Viktorija Romanova, 18. svibnja 2016. izjavila je da će prvi sastanak u vezi organizacije biti održan prije 8. lipnja, tijekom koje će EBU i NTU vidjeti tehničke mogućnosti vezane za natjecanje, kao i bilo koji trening potreban za organizaciju istoga. Romanova je također izjavila da će grad domaćin biti objavljen tokom ljeta.
NTU i vlada Ukrajine su 23. srpnja pokrenuli natječaj za zainteresirane gradove koje bi željeli biti domaćini natjecanja. Odabir grada domaćina bit će organizirana u četiri staze: 

•	24. lipanj - 8. srpnja: Zainteresirani gradovi su formalno pozvani da konkuriraju za domaćinstvo. 

•	8 –15. srpanj: Grupa radnika s NTU i Lokalnim organizacijskim komitetom (LOC) predvođenim od strane premijera Ukrajine Volodimir Grojsman je ocjenjivala gradove. 

•	18 – 22. srpanj: Gradovi kandidati formalno su konkurirali za domaćinstvo LOC. Izbor je smanjen na tri grada i predan je EBU-u. 

•	22. srpanj - 1. kolovoz: Tri grada kandidata bit će pregledana od strane LOK-a i EBU-a. Press - konferencija bit će održana kako bi objavili rezultate i odabrali grada domaćina.
Kriteriji za izbor grada domaćina su sljedeći: 

•	Mjesto održavanja mora biti pokriveno s najmanje 7 000 gledatelja ili 10 000 gledatelja. 

•	Međunarodni press - centar mora biti u mogućnosti primiti ne manje od 1 550 novinara. 

•	Mjesta moraju osigurati i ceremonije otvaranja i zatvaranja za najmanje 3 000 posjetitelja. 

•	Grad domaćin mora imati fer cijene hotelskih soba u skladu s europskim standardima, koji su smješteni blizu mjesta održavanja i blizu centra grada. Najmanje 2 000 soba moraju biti osigurane: 1 000 za delegacije koje učestvuju i 1 000 za medije i navijače s akreditacijama. 

•	Grad domaćin mora biti u mogućnosti osigurati sigurnost i osiguranje učesnika, delegacija i navijača.
Šest gradova su poslale svoje prijave 8. srpnja: Dnjepar, Harkov, Herson, Kijev, Lavov i Odesa. Ministar kulture, Jevhen Niščuk 30. lipnja je izjavio da odgovarajuće mjesto održavanja ne postoji, predloživši da bi trebalo izgraditi novu arenu u Kijevu ili Lavovu.
| Grad                         | Arena                        | Kapacitet                                                               | Napomene |
| ---------------------------- | ---------------------------- | ----------------------------------------------------------------------- | --- |
| Dnjepar                      | Dnjepar Euro Arena           | 9 500                                                                   | Izbor uključuje kompletno renoviranje Stadiona Metero, uključujući i Sportski kompleks Meteor smješten blizu, koji bi trebalo biti završen do ožujka 2017. godine |
| Harkov                       | Stadion Metalist             | 40 003                                                                  | Domaćin tri utakmice grupne faze Europskog prvenstva u nogometu 2012. godine. Fali krov, rekvizit neophodan za arenu.                                             |
| Herson                       | Koncertna dvorana"Jubilejni" | 1 600                                                                   | Potrebno je kompletno renoviranje, za što bi bilo potrebno 7-8 mjeseci                                                                                            |
| Kijev                        |                              |                                                                         | |
| Palača športova              | 10 000                       | Domaćin Pjesme Eurovizije 2005. i Dječje pjesme Eurovizije 2009. godine | |
| Međunarodni izložbeni centar | 11 000                       | Kao pričuva                                                             | |
| Lavov                        | Arena Lavov                  | 34 915                                                                  | Domaćin tri utakmice grupne faze Europskog prvenstva u nogometu 2012. godine. Fali krov, rekvizit neophodan za arenu.                                             |
| Odesa                        | Stadion Černomorec           | 10 000–12 000                                                           | Potrebno je renoviranje stadiona i izgradnja krova |

## Format

### Datum održavanja
Preliminarni datumi su objavljeni prilikom susreta šefova delegacija u Stockholmu, polufinala bi se trebala održati 16. i 18. svibnja, a finale 20. svibnja. Ovi datumi su izabrani kako bi se izbjegli veliki sportski događaji u to vrijeme.
Kasnije je EBU 24. lipnja pomejerio preliminarne datume za tjedan dana ranije. Ukrajinska televizija tražila je pomijeranje datuma, jer se 18. svibanj poklapa s danom sjećanja na žrtve genocida Krimskih Tatara. Ali, trenutni datumi se poklapaju s datumima održavanja polufinala UEFA Lige prvaka 2016./17. i UEFA Europske lige 2016./17.
Službeni datumi su objavljeni nakon objave grada domaćina, tako da će se polufinala održati 9. i 11. svibnja, a finale 13. svibnja.

### Voditelji
27. veljače 2017. objavljeno je da će voditelji natjecanja biti ukrajinski komičar i glumac Oleksandr Skičko, radijski i televizijski voditelj Volodimir Ostapčuk i voditelj Timur Mirošničenko koji je eurovizijskoj publici poznat po tome što je bio voditelj na natjecajnima za Dječju pjesmu Eurovizije 2009. i 2013. godine. Bit će ovo prvi put da sastav voditelja čine tri muškarca.

### Grafički dizajn
30. siječnja 2017. predstavljen je logo i slogan natjecanja koji glasi Celebrate Diversity. Nadzornik Jon Ola San izjavio je da slogan ujedinjuje zemlje širom Europe kako bi slavili jedinstvene razlike i sjajnu muziku. Logo natjecanja sastoji se od tradicionalne ukrajinske ogrlice Namisto koja predstavlja amajliju, simbol ljepote i zdravlja. Izrađena je od raznovrsnih nanizanih perli, gdje svaka ima drugačiji izgled i tako istovremeno predstavlja obilježje induvidualnosti i raznovrsnosti.

## Zemlje sudionice
31. listopada 2016. godine EBU je objavila da će na natjecanju 2017. godine sudjelovati 43 zemlje čime je izjednačen rekord po broju sudionika iz 2008. i 2011. godine. Portugal i Rumunjska će se vratiti nakon odsustva 2016. godine, dok se Bosna i Hercegovina povukla s natjecanja zbog financijskih poteškoća.

### Ždrijeb polufinala
Ždrijeb za polufinale održan je 31. siječnja 2017. godine u Kijevu. Zemlje sudionice, osim direktnih finalista (domaćina Ukrajine i velike petorke), su podijeljene u šest šešira, formiranih na osnovu povijesti razmjene bodova između pojedinih država u posljednjih 10 godina, na osnovu kojih su poslije izvučeni sudionici po polufinalima.
Sastav šešira je bio sljedeći:‍
| Šešir broj 1                                                                                | Šešir broj 2                                               | Šešir broj 3                                                       | Šešir broj 4                                                  | Šešir broj 5                                                    | Šešir broj 6                                               |
| ------------------------------------------------------------------------------------------- | ---------------------------------------------------------- | ------------------------------------------------------------------ | ------------------------------------------------------------- | --------------------------------------------------------------- | ---------------------------------------------------------- |
| - Albanija - Sjeverna Makedonija - Slovenija - Srbija - Hrvatska - Crna Gora - Švicarska *1 | - Danska - Estonija - Finska - Island - Norveška - Švedska | - Armenija - Azerbajdžan - Bjelorusija - Gruzija - Izrael - Rusija | - Bugarska - Cipar - Grčka - Mađarska - Moldavija - Rumunjska | - Australija - Austrija - Češka - Malta - Portugal - San Marino | - Belgija - Irska - Latvija - Litva - Nizozemska - Poljska |

*1- Iako je Švicarska bila smještena u šeširu 1, Švicarska je već bila smještena da nastupi u drugom polufinalu na nagovor švicarskog emitera.

### Izvođači povratnici
| Država     | Izvođač              | Prijašnji nastup(i) |
| ---------- | -------------------- | ------------------- |
| Nizozemska | O'G3NE               | DpE 2007.           |
| Gruzija    | Tamara Gachechiladze | 2009. *2            |
| Izrael     | Imri Ziv             | 2015., 2016.        |
| Slovenija  | Omar Naber           | 2005.               |
| Moldavija  | SunStroke Project    | 2010.               |
| Srbija     | Tijana Bogićević     | 2010., 2011.        |
| Estonija   | Koit Toome           | 1998.               |
| Estonija   | Laura Põldvere       | 2005.               |
| San Marino | Valentina Monetta    | 2012., 2013., 2014. |

*2- Tamara Gachechiladze bila je članica grupe Stefane & 3G koja je trebala predstavljati Gruziju na Pjesmi Eurovizije 2009. s pjesmom We Don't Wanna Put In, ali su odustali od natjecanja jer su odbili promijeniti pjesmu na zahtjev EBU-a iz političkih razloga.

### Prvo Polufinale
18 zemalja će sudjelovati u prvom polufinalu. Pravo glasa će imati publika i članovi žirija iz Italije, Ujedinjenog Kraljevstva i Španjolske.
| #  | Država      | Jezik       | Izvođač              | Pjesma          | Prijevod              | Pozicija | Bodovi |
| -- | ----------- | ----------- | -------------------- | --------------- | --------------------- | -------- | ------ |
| 01 | Švedska     | engleski    | Robin Bengtsson      | I Can't Go On   | Ne mogu krenuti dalje | 03       | 227    |
| 02 | Gruzija     | engleski    | Tamara Gachechiladze | Keep the Faith  | Čuvaj vjeru           | 11       | 99     |
| 03 | Australija  | engleski    | Isaiah               | Don't Come Easy | To ne dolazi polako   | 06       | 160    |
| 04 | Albanija    | engleski    | Lindita              | World           | Svijet                | 14       | 76     |
| 05 | Belgija     | engleski    | Blanche              | City Lighst     | Svjetla grada         | 04       | 165    |
| 06 | Crna Gora   | engleski    | Slavko Kalezić       | Space           | Svemir                | 16       | 56     |
| 07 | Finska      | engleski    | Norma John           | Blackbird       | Crna ptica            | 12       | 92     |
| 08 | Azerbajdžan | engleski    | Dihaj                | Skeletons       | Kosturi               | 08       | 150    |
| 09 | Portugal    | portugalski | Salvador Sobral      | Amar pelos dois | Voljeti za oboje      | 01       | 370    |
| 10 | Grčka       | engleski    | Demy                 | This Is Love    | Ovo je ljubav         | 10       | 115    |
| 11 | Poljska     | engleski    | Kasia Moś            | Flashlight      | Svjetiljka            | 09       | 19     |
| 12 | Moldavija   | engleski    | SunStroke Project    | Hey, Mamma!     | Hej, mama!            | 02       | 291    |
| 13 | Island      | engleski    | Svala                | Paper           | Papir                 | 15       | 60     |
| 14 | Češka       | engleski    | Martina Bárta        | My Turn         | Moj red               | 13       | 83     |
| 15 | Cipar       | engleski    | Hovig                | Gravity         | Gravitacija           | 05       | 164    |
| 16 | Armenija    | engleski    | Artsvik              | Fly with Me     | Leti sa mnom          | 07       | 152    |
| 17 | Slovenija   | engleski    | Omar Naber           | On My Way       | Na putu               | 17       | 36     |
| 18 | Latvija     | engleski    | Triana Park          | Line            | Linija                | 18       | 21     |
|    |             |             |                      |                 |                       |          |        |

### Drugo polufinale
18 zemalja sudjeluje u ovom polufinalu. Pravo glasa će imati publika i članovi žirija iz Francuske, Njemačke i Ukrajine.
| #  | Država              | Jezik                 | Izvođač                           | Pjesma              | Prijevod         | Pozicija | Bodovi |
| -- | ------------------- | --------------------- | --------------------------------- | ------------------- | ---------------- | -------- | ------ |
| 01 | Srbija              | engleski              | Tijana Bogićević                  | In Too Deep         | Preduboko        | 11       | 98     |
| 02 | Austrija            | engleski              | Nathan Trent                      | Running on Air      | Trčim po zraku   | 07       | 147    |
| 03 | Sjeverna Makedonija | engleski              | Jana Burčeska                     | Dance Alone         | Plesati sama     | 15       | 69     |
| 04 | Malta               | engleski              | Claudia Faniello                  | Breathlessly        | Bez daha         | 16       | 55     |
| 05 | Rumunjska           | engleski              | Ilinca i Alex Florea              | Yodel It!           | Odjodlaj!        | 06       | 174    |
| 06 | Nizozemska          | engleski              | O'G3NE                            | Lights and Shadows  | Svjetla i sjene  | 04       | 200    |
| 07 | Mađarska            | mađarski              | Joci Pápai                        | Origo               | Podrijetlo       | 02       | 231    |
| 08 | Danska              | engleski              | Anja Nissen                       | Where I Am          | Gdje sam ja      | 10       | 101    |
| 09 | Irska               | engleski              | Brendan Murray                    | Dying to Try        | Umirem da probam | 13       | 86     |
| 10 | San Marino          | engleski              | Valentina Monetta i Jimmie Wilson | Spirit of the Night | Duh noći         | 18       | 1      |
| 11 | Hrvatska            | engleski i talijanski | Jacques Houdek                    | My Friend           | Moj prijatelju   | 08       | 141    |
| 12 | Norveška            | engleski              | JOWST                             | Grab The Moment     | Zgrabi trenutak  | 05       | 189    |
| 13 | Švicarska           | engleski              | Timbelle                          | Apollo              | -                | 12       | 97     |
| 14 | Bjelorusija         | bjeloruski            | Naviband                          | Story of My Life    | Priča mog života | 09       | 110    |
| 15 | Bugarska            | engleski              | Kristian Kostov                   | Beautiful Mess      | Prekrasan nered  | 01       | 403    |
| 16 | Litva               | engleski              | Fusedmarc                         | Rain of Revolution  | Kiša revolucije  | 17       | 42     |
| 17 | Estonija            | engleski              | Koit Toome i Laura                | Verona              | -                | 14       | 85     |
| 18 | Izrael              | engleski              | Imri                              | I Feel Alive        | Osjećam se živim | 3.       | 207    |

## Finale
| #  | Država                 | Jezik                    | Izvođač                | Pjesma               | Pozicija | Broj bodova |
| -- | ---------------------- | ------------------------ | ---------------------- | -------------------- | -------- | ----------- |
| 01 | Izrael                 | Imri                     | "I Feel Alive"         | engleski             | 23       | 39          |
| 02 | Poljska                | Kasia Moś                | "Flashlight"           | engleski             | 22       | 64          |
| 03 | Bjelorusija            | Naviband                 | "Story of My Life"     | bjeloruski           | 17       | 83          |
| 04 | Austrija               | Nathan Trent             | "Running on Air"       | engleski             | 16       | 93          |
| 05 | Armenija               | Artsvik                  | "Fly with Me"          | engleski             | 18       | 79          |
| 06 | Nizozemska             | O'G3NE                   | "Lights and Shadows"   | engleski             | 11       | 150         |
| 07 | Moldavija              | SunStroke Project        | "Hey, Mamma!"          | engleski             | 3        | 374         |
| 08 | Mađarska               | Joci Pápai               | "Origo"                | mađarski             | 8        | 200         |
| 09 | Italija                | Francesco Gabbani        | "Occidentali's Karma"  | talijanski           | 6        | 334         |
| 10 | Danska                 | Anja                     | "Where I Am"           | engleski             | 20       | 77          |
| 11 | Portugal               | Salvador Sobral          | "Amar pelos dois"      | portugalski          | 1        | 758         |
| 12 | Azerbajdžan            | Dihaj                    | "Skeletons"            | engleski             | 14       | 120         |
| 13 | Hrvatska               | Jacques Houdek           | "My Friend"            | engleski, talijanski | 13       | 128         |
| 14 | Australija             | Isaiah                   | "Don't Come Easy"      | engleski             | 9        | 173         |
| 15 | Grčka                  | Demy                     | "This Is Love"         | engleski             | 19       | 77          |
| 16 | Španjolska             | Manel Navarro            | "Do It for Your Lover" | španjolski, engleski | 26       | 5           |
| 17 | Norveška               | Jowst                    | "Grab the Moment"      | engleski             | 10       | 158         |
| 18 | Ujedinjeno Kraljevstvo | Lucie Jones              | "Never Give Up on You" | engleski             | 15       | 111         |
| 19 | Cipar                  | Hovig                    | "Gravity"              | engleski             | 21       | 68          |
| 20 | Rumunjska              | Ilinca feat. Alex Florea | "Yodel It!"            | engleski             | 7        | 282         |
| 21 | Njemačka               | Levina                   | "Perfect Life"         | engleski             | 25       | 6           |
| 22 | Ukrajina               | O.Torvald                | "Time"                 | engleski             | 24       | 36          |
| 23 | Belgija                | Blanche                  | "City Lights"          | engleski             | 4        | 363         |
| 24 | Švedska                | Robin Bengtsson          | "I Can't Go On"        | engleski             | 5        | 344         |
| 25 | Bugarska               | Kristian Kostov          | "Beautiful Mess"       | engleski             | 2        | 615         |
| 26 | Francuska              | Alma                     | "Requiem"              | francuski, engleski  | 12       | 135         |

## Ostale države
- Andora - RTVA je 19. svibnja 2016. izjavio kako oni ne žele natrag na Euroviziju.
- Bosna i Hercegovina - BHRT se mjesecima muči s financijskim poteškoćama što je 28. rujna 2016. dovelo do novog odustajanja Bosne i Hercogovine s natjecanja.
- Luksemburg - Dok je Radio-televizija Luksemburg (RTL) 25. svibnja 2016. objavila da neće sudjelovati na natjecanju, Komitet peticija Vlade Luksemburga je 21. lipnja objavio da su primili peticiju, u kojoj nalažu da se Luksemburg vrati na natjecanje. Vlada je odlučila da rasprave o mogućnostima peticije, kao i mogućnosti povratka Luksemburga u budućnosti.
- Slovačka - Slovačka televizija je objasnila da Slovačke nema na natjecanju iz financijskih razloga još od 2012. godine. O sudjelovanju 2017. godine će se raspravljati kasnije tijekom 2016. godine. Međutim, Slovačka televizija je 24. listopada 2016. potvrdila da neće sudjelovati na natjecanju 2017. godine.
- Turska - Bilo je puno glasina da se Turska vraća na natjecanje, na kraju nijedna od ovih glasina nije bila točna. Turska se povukla s natjecanja 2013. godine zbog statusa velike petorke i zbog sustavaa glasanja koji se koristi na natjecanju. 24. listopada 2016. turska televizija je potvrdila da Turska neće sudjelovati na natjecanju 2017. godine.

## Međunarodni prijenos i prezenteri glasova

### Prezenteri glasova
- San Marino - Lia Fiorio i Gigi Restivo

### Komentatori
- Australija - Myf Warhurst i Joel Creasey - (SBS, sve)
- Danska - Ole Tøpholm - (DR1, sve)
- Francuska - Marianne James, Stéphane Bern i Amir Haddad (France 2, finale); Marianne James i Jarry (France 4, polufinala)
- Grčka - Giorgos Kapoutzidis i Maria Kozakou (ERT1, ERT HD, ERT World, ERA 1, Voice of Greece, sve)
- Hrvatska - TBA1 - (HRT 1, sve), TBA (HR 2, sve)
- Italija - Andrea Delogu i Diego Passoni (Rai 4, polufinala); Flavio Insinna i Federico Russo (Rai 1, finale)
- Izrael - TBA1 - (IPBC)
- Mađarska - Krisztina Rátonyi i Freddie (Duna, sve)
- Poljska - Artur Orzech (TVP 1, sve)
- San Marino - Lia Fiorio i Gigi Restivo (SMtv San Marino i Radio San Marino, sve)
- Srbija - TBA1 - (RTS1, sve}}
- Španjolska - TBA1 - (La 2, polufinala; La 1, finale)
- Ukrajina - Pavlo Shylko - (UA:PBC, sve)
- Ujedinjeno Kraljevstvo - Mel Giedroyc i Scott Mills - (BBC Four, polufinala); Graham Norton (BBC One, finale), TBA (BBC Radio 2, finale)

1.^  U prijevodu znači Bit će objavljen

## Vanjske poveznice
- Službena stranica Eurovizije (engl.)
- Hrvatska eurovizijska stranica
- Facebook stranica

| Pjesma Eurovizije | Pjesma Eurovizije |
| --- | ----------------- |
| |                   |
| 01956. • 1957. • 1958. • 1959. • 1960. 1961. • 1962. • 1963. • 1964. • 1965. • 1966. • 1967. • 1968. • 1969. • 1970. 1971. • 1972. • 1973. • 1974. • 1975. • 1976. • 1977. • 1978. • 1979. • 1980. 1981. • 1982. • 1983. • 1984. • 1985. • 1986. • 1987. • 1988. • 1989. • 1990. 1991. • 1992. • 1993. • 1994. • 1995. • 1996. • 1997. • 1998. • 1999. • 2000. 2001. • 2002. • 2003. • 2004. • 2005. • 2006. • 2007. • 2008. • 2009. • 2010. 2011. • 2012. • 2013. • 2014. • 2015. • 2016. • 2017. • 2018. • 2019. • 2020. 2021. • 2022. • 2023. • 2024. • 2025. |                   |

| Pjesma Eurovizije | Pjesma Eurovizije |
| --- | ----------------- |
| |                   |
| 01956. • 1957. • 1958. • 1959. • 1960. 1961. • 1962. • 1963. • 1964. • 1965. • 1966. • 1967. • 1968. • 1969. • 1970. 1971. • 1972. • 1973. • 1974. • 1975. • 1976. • 1977. • 1978. • 1979. • 1980. 1981. • 1982. • 1983. • 1984. • 1985. • 1986. • 1987. • 1988. • 1989. • 1990. 1991. • 1992. • 1993. • 1994. • 1995. • 1996. • 1997. • 1998. • 1999. • 2000. 2001. • 2002. • 2003. • 2004. • 2005. • 2006. • 2007. • 2008. • 2009. • 2010. 2011. • 2012. • 2013. • 2014. • 2015. • 2016. • 2017. • 2018. • 2019. • 2020. 2021. • 2022. • 2023. • 2024. • 2025. |                   |